# Mato Celestin Medović
Mato Celestin Medović (nombre de nacimiento Mato Medović; 17 de noviembre de 1857 – 20 de enero de 1920) fue un pintor croata. Conocido por sus grandes pinturas que representan escenas históricas y su serie de coloridos paisajes y paisajes marinos de su Dalmacia natal, Medović fue uno de los primeros pintores croatas modernos. 
En su juventud, Medović fue educado para ser sacerdote en el seminario franciscano de Dubrovnik, y fue ordenado en 1874, tomando el nombre de Celestin. Recibió su primera formación artística en Italia, y luego estudió en la Academia de Bellas Artes de Munich, donde comenzó a pintar eventos históricos. Después de su graduación, decidió abandonar la iglesia y seguir su carrera de pintor. Medović se mudó después a Zagreb y se unió a un grupo de artistas liderados por Vlaho Bukovac, un pintor de renombre. Su trabajo de este período incluye representaciones históricas en el edificio del Instituto Croata de Historia ( en croata: Hrvatski institut za povijest ). Desde 1901, Medović comenzó a pasar cada vez más tiempo en su Pelješac natal en el sur de Croacia, pintando la naturaleza, bodegones, paisajes marinos y paisajes en un estilo marcado por su uso del color y las sombras claras.

## Biografía
Mato Medović nació el 17 de noviembre de 1857 en Kuna, en la península de Pelješac, en el seno de una familia campesina. Ingresó en un monasterio franciscano cercano dedicado a Nuestra Señora de Loreto (Delorita). En 1868, a la edad de 11 años se unió al seminario franciscano en Dubrovnik, donde tomó sus votos en 1874, tomando el nombre de Celestin. El abad Portoguaro Bernardino pronto vio el talento artístico del joven monje y en 1880 Medović fue trasladado al monasterio de San Isidoro en Roma, conocido por sus pintores Nazarenos. Fue asignado a Lodovico Seitz, un artista influyente que pintó los frescos de la Catedral de Đakovo. Sin embargo, el estilo artístico rígido y anticuado no se ajustaba a Medović, y buscó un maestro diferente en Giuseppe Grandi y más tarde en la escuela privada de Antonio Ciseri en Florencia.  

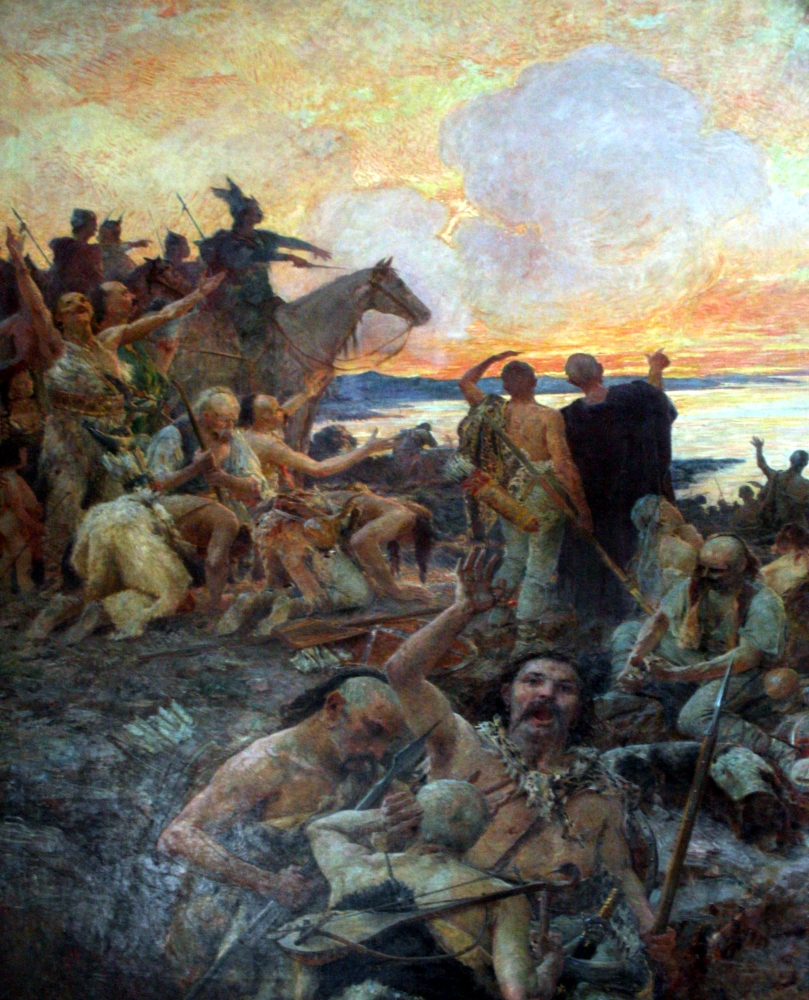
Llegada de los croatas (Dolazak Hrvata) por Mato Celestin Medović

En 1886, la orden franciscana lo envió de regreso a Dubrovnik. Sin embargo, a instancias del pintor Emil Jakob Schindler, fue enviado a continuar sus estudios en la Academia de Artes de Munich. Allí Medović estudió pinturas históricas de género, particularmente el trabajo de Karl von Piloty . Compuso grandes lienzos de escenas históricas, ganando una medalla de plata en 1893 por su trabajo final de diploma "Bacanal" ( en croata: Bakanal ), y exhibió con éxito su trabajo en varias ciudades europeas.
A su regreso a Dubrovnik en 1893, no parecía que tuviera la posibilidad de un mayor progreso artístico. El Dr. Franjo Rački (miembro fundador de la Academia de Ciencias y Artes de Croacia ) y el Dr. Iso Kršnjav (jefe del Departamento de Cultura ( en croata: odjela za kulturu) ) lo invitaron a Zagreb para unirse al grupo de artistas alrededor de Vlaho Bukovac, un artista de Dubrovnik que recientemente había dejado París y se había establecido en Zagreb. Entonces, en 1895, Medović dejó la orden franciscana y estableció un estudio en Zagreb. Durante su estancia allí (1895–1907) pintó muchas obras religiosas en las iglesias croatas del norte ( Križevci, Požega, Nova Gradiška ) y composiciones históricas basadas en la historia croata, especialmente las del Salón Dorado ( en croata: Zlatne dvorane ) del Instituto de Historia de Zagreb. Medović también pintó una serie de retratos de personas de Zagreb usando líneas fragmentadas, contornos suaves y colores vibrantes.
En 1898, Medović se hizo construir una casa y un estudio en Kuna, y una villa en la costa de Crkvice. Comenzó a pasar cada vez más tiempo allí, pintando la naturaleza. En 1901, realizó una exposición colectiva con Oton Iveković, en la que presentó todas las obras que había realizado en Zagreb. Hasta 1907, Medović estuvo ocupado con las obras del gobierno en Zagreb y expuso con otros artistas croatas en Budapest, Copenhague, París, Praga, Belgrado, Sofía y Zagreb.
Después de 1908, Medović abandonó por completo su estudio de Zagreb y permaneció en la península de Pelješac, viviendo solo y pintando. Tomó sus motivos de la naturaleza que lo rodeaba, bodegones de frutas y peces, paisajes marinos llenos de color, luces y sombras suaves. Sus paisajes marinos son estudios de la luz jugando en mar abierto, al romper en las olas o en una noche de luna.
Después de algunos años, Medović se cansó de estar aislado de otros artistas y trabajó por un corto tiempo en Viena (1912-1914). En 1914 realizó una exposición, donde vendió todas sus pinturas. Al comienzo de la Primera Guerra Mundial volvió a Kuna, donde las duras condiciones de vida afectaron su salud. Al final de la guerra, Medović padecía una enfermedad renal y a fines de diciembre de 1919 ingresó en un hospital de Sarajevo pero ya era demasiado tarde. Murió el 20 de enero de 1920 y fue enterrado en el cementerio de Kuna.

## Legado

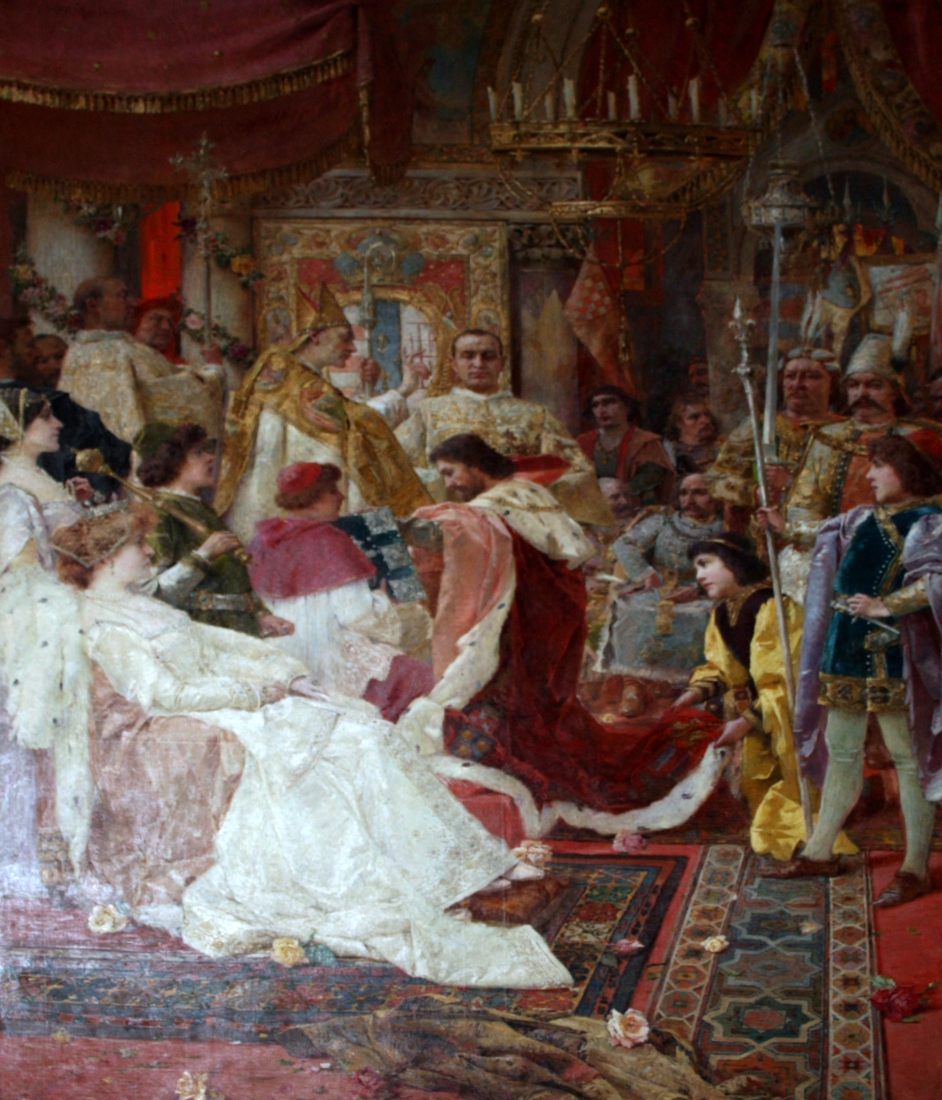
"La coronación del rey Ladislas" (Krunidba kralja Ladislava) por Mato Celestin Medović

Algunas de sus pinturas de la época que pasó en Italia se pueden encontrar en monasterios franciscanos, como Fucecchio, Faenza y Cesena .
Los años que pasó en la Academia de Arte de Munich (1888-1893) fueron más formativos. Allí adoptó el estilo y los colores neutros típicos de finales del siglo XIX. Algunos retratos muy bien conservados ("Madre" ( en croata: Majka ), "Viejo pescador" ( en croata: Stari ribar ), "Retrato de un anciano" ( en croata: Portret starca ) ) son estudios impresionantes de personas mayores. Algunas pinturas de santos, por ejemplo "St. Buenaventura", pintadas durante este período, revelan una interpretación realista de alta calidad.
Durante su tiempo en Zagreb (1895–1907), Medović absorbió gradualmente algunas de las técnicas y colores más brillantes de Bukovac en su propia personalidad artística. Sus grandes composiciones históricas, "Srijemski Martyr" ( en croata: Srijemski mučenik ) ", " Parlamento dividido "( en croata: Splitski sabor ), "Llegada de los croatas" ( en croata: Dolazak Hrvata ), "Desposorio del rey Zvonimir" ( en croata: Zaruke kralja Zvonimira ) y "La coronación del rey Ladislas" ( en croata: Krunidba kralja Ladislava ) demuestran el ojo de Medović para los detalles y su hábil interpretación del tema. Los retratos de esta época incluyen el expresivo "San Francisco", y algunos dibujos y pinturas de la gente de Zagreb.
El trabajo de Medović en la península de Pelješac marcó una desviación completa en técnica y temas. Pintó bodegones, paisajes marinos y paisajes, que eran géneros nuevos en el arte croata en ese momento. Su paleta se volvió más y más brillante mientras trabajaba al aire libre: marrones, grises y verdes opacos se volvieron más puros, y se unieron al púrpura del brezo, el amarillo de la retama y la rica gama de azules del mar. Abandonando su estilo previamente detallado, sus estudios más pequeños de la naturaleza son más creativos. Con un empaste grueso y pinceladas impulsivas, alrededor de 1907 surgió un nuevo estilo en su trabajo: puntillismo en colores claros y brillantes, que utilizó para sus paisajes de Pelješac. Inicialmente (1908-1912), estos fueron trazos disciplinados en lienzos más grandes, pero en su etapa posterior (1914-1918), en los que realizó pinturas más pequeñas con motivos capturados de manera impresionista, los trazos se volvieron más suaves y de colores más difusos. Fue uno de los primeros artistas croatas en pintar los paisajes costeros.
Medović fue un artista versátil, entre la primera generación de pintores croatas modernos. Fue el primero en pinturas históricas y religiosas (desde imágenes íntimas de santos hasta retablos como los de la isla de Pašman, la ciudad de Baška en la isla de Krk y Vrboska en la isla de Hvar ). Pintó algunos buenos retratos, y fue el único artista croata en este período que pintó bodegones. Sin embargo, su mayor contribución a la pintura croata es su serie de paisajes, llenos de brillante luz del sur y colores vigorosos.
Su ciudad natal de Kuna alberga actualmente una colonia de arte y una galería de arte con su nombre: KUD Mato Celestin Medović. 
La pintura de Medovic de "Pelješko - korčulanski kanal", 1908-1912 apareció en un sello de la oficina de correos croata en 1996.

## Obras

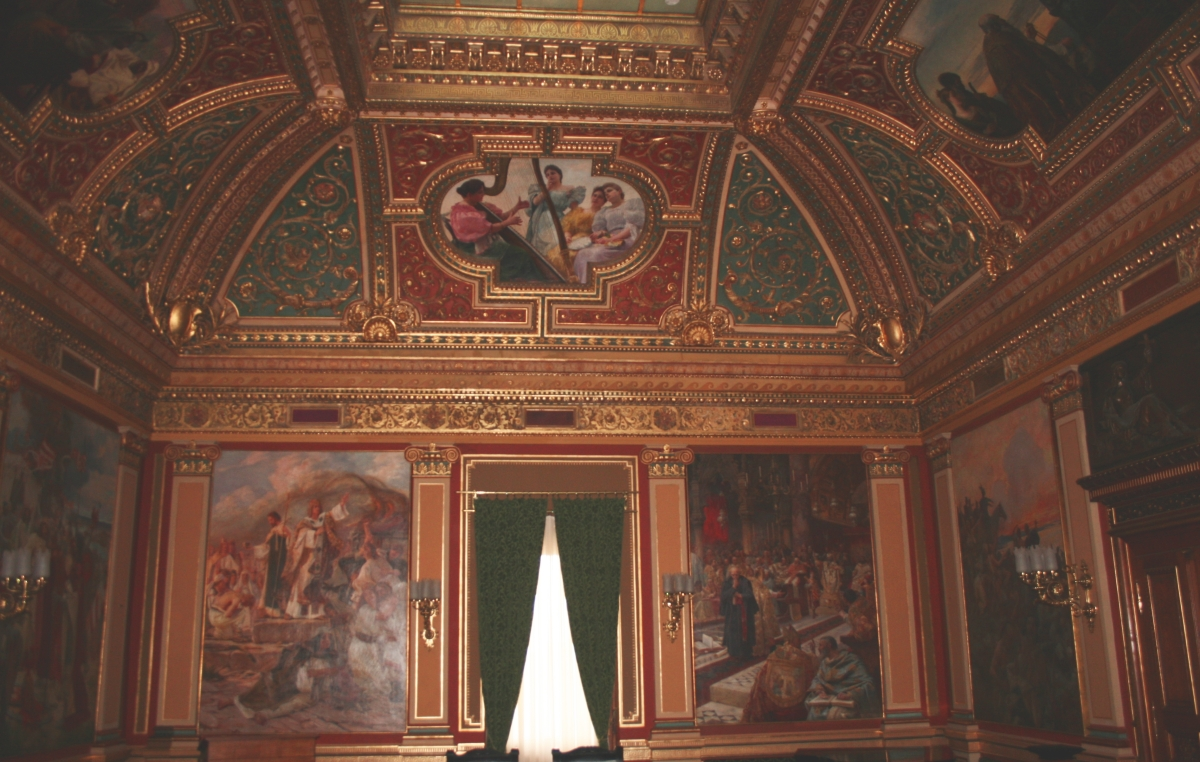
El Salón Dorado del Instituto de Historia de Zagreb, con pinturas de Mato Celestin Medović

### Pinturas de Munich
- Madre ( Portret Majka ) 1894[6]
- Viejo pescador ( Stari ribar )
- Retrato de un anciano ( Portret starca )
- San Buenaventura
- Bacanal ( Bakanal ) 1890

### Pinturas de Zagreb
- Parlamento dividido ( Splitski sabor )
- Llegada de los croatas ( Dolazak Hrvata ),
- La coronación de Ladislas de Nápoles ( Krunjenje Ladislava Napuljskog )
- Desposorio del rey Zvonimir ( Zaruke kralja Zvonimira )
- Los mártires de Srijem ( Srijemski mučenici )
- San Jerónimo 1901[6]
- Madonna ( Bogorodica ) 1905
- San Francisco
- Retrato de Clotilde Guthardt
- Retrato de mujer de mediana edad
- Retrato del arzobispo Posilovic
- Retrato del papa Pío X

### Pinturas de Pelješac
- Mar en calma ( Bonaca )[7]
- Después de las lluvias de primavera ( Poslije proljetne kiše )
- Canal de Pelješac Korčula ( Pelješko Korčulanski Kanal ) 1908-12[6]
- Luz de luna ( Mjesečina )
- Brezo ( Vrijes ) 1911
- Paisaje ( Pejzaž )
- Campos ( Polje )
- Brezo ( Vrijes )
- Naturaleza muerta ( Mrtva Priroda )
- Batalla de Grobnik Plain ( Bitka Na Grobničkom Polju )

## Exposiciones

### Solo
- 2001 Mato Celestin Medović: Obras de la colección permanente en la Galería de Bellas Artes, Split ( Galerija Umjetnina Split )[6]
- 2007/2008 Mato Celestin Medović: una exposición que conmemora el 150 aniversario de su nacimiento. De las posesiones del Museo de Arte Moderno de Dubrovnik[4]

### Grupo
- 2009 Zagreb - Munich: pintura croata y la Academia de Bellas Artes de Munich, Pabellón de Arte de Zagreb, Zagreb ( en croata: Umjetnicki paviljon )[8]
- 2007 De la Colección de la Galería, Museo de Arte Moderno, Dubrovnik
- 2006 Selección de la Colección del Museo de Arte Moderno de Dubrovnik, Museo de Arte Moderno de Dubrovnik
- Exposición milenaria de 1896 en Budapest[9]

### Colecciones de museos
- Galería moderna, Zagreb[3]
- Museo de Arte Moderno de Dubrovnik, Dubrovnik[8]
- Galería de Bellas Artes, Split ( Galerija Umjetnina Split )